# Ainu (narod)
Ainu ili Aynu japanski (アィヌ), ponekad i Aino, su starosjedioci Japana i danas etnička manjina u Japanu, s oko 15000 osoba. Koriste se ainu jezikom koji se govori na Kurilima. Arheološki nalazi govore kako su Ainu već 18000. godina prije Krista naselili Japan.
Ainu sami sebe nazivaju Ainu ili Utari što znači na njihovom jeziku „čovjek“ - ainu i „drug“ - utari.

## Rodoslovlje
Kod Aina žene se broje ženskoj crti obitelji a muški, muškoj. Specifičnost je da žene nose remene ispod odjeće, po kojoj muškarac zna kojoj obitelji ili klanu točno pripada. Striktno je zabranjeno oženiti se sa ženom koja ima jednaki remen kao majka muškarca.